# Cimitero del Gentilino
Il cimitero del Gentilino, spesso citato anche come cimitero di Porta Ticinese, o anche cimitero fuori di Porta San Celso era un cimitero di Milano, situato fuori Porta Ticinese. Era uno dei cinque cimiteri cittadini collocati fuori dalle porte e soppressi negli anni successivi alle aperture del Monumentale e del Maggiore.
La sua area, oltre a coprire parte dell'odierno Parco della Resistenza, copriva parte delle attuali vie Antonio Tantardini, Odoardo Tabacchi, Giambologna e Carlo Baravalle.

## Storia
Di forma rettangolare e con una piccola chiesa annessa (abbellita solo nel 1830), questo cimitero venne aperto nel 1787, al fine di riqualificare l'allora antico Cimitero di San Rocco al Vigentino, che eccedeva di sepolture.
I tempi di realizzazione e di apertura del cimitero furono relativamente rapidi, per via del pochissimo dispendio di denaro ed ultimati i lavori, il nuovo cimitero appariva privo di elementi artistici e decorativi. La scarsa qualità del materiale edile costrinse il comune milanese ad intervenire più volte con lavori di straordinaria manutenzione. Fu solo nel 1820 che iniziarono ad essere elevate alcune cappelle per le sepolture di famiglie ed ordini religiosi (di questi ultimi ne furono contati appena sedici alla chiusura del cimitero); soltanto dieci anni dopo fu possibile tracciare alcuni vialetti interni al cimitero.
Dopo il 1867, gli abitanti che risiedevano nelle vicinanze dei rispettivi cimiteri, lamentarono più volte scarsa sicurezza e cattiva manutenzione dei cimiteri stessi. 
In seguito a casi di colera e di vaiolo, il cimitero del Gentilino venne soppresso il 22 ottobre 1895 (stesso giorno della chiusura del Cimitero della Mojazza). Le fosse vennero subito svuotate ed i defunti vennero spostati al Cimitero Maggiore e al Monumentale.
Oggi l'area dell'ex cimitero ospita l'odierno Parco della Resistenza (ex Parco Baravalle).

## Sepolture illustri
- Ermenegildo Pini (1739-1825), sacerdote e naturalista
- Giuseppe Giannini (1774-1818), medico e saggista
- Giuseppe Bossi (1777-1815), pittore e letterato
- Antonio Boggia (1799-1862), pluriomicida
- Giovanni Antonio Labus (1806-1857), scultore
- Pietro Teulié (1869-1907), generale e politico